# Hans-Joachim Wagner (Fußballspieler)
Hans-Joachim Wagner (* 31. Januar 1955 in Essen) ist ein ehemaliger deutscher Fußballspieler.

## Karriere
Hans-Joachim Wagners Karriere begann in der Jugend beim Essener Klub Kray 09. Später wechselte er in die Jugendabteilung des FC Schalke 04.
Aus der Schalker A-Jugend wechselte er 1974 zum Lokalrivalen Borussia Dortmund, die neben ihm auch andere Jungspieler wie Lothar Huber oder Mirko Votava verpflichtet hatten. Beim damaligen Mitglied der neugegründeten 2. Fußball-Bundesliga wurde er schließlich schnell zum Stammspieler und stieg in der Saison 1975/76 mit den Borussen – nach zwei Relegationsspielen gegen den 1. FC Nürnberg – in die Fußball-Bundesliga auf. In der höchsten deutschen Spielklasse absolvierte er 149 Spiele für die Borussia, in denen er sechs Tore erzielte und unter anderem das 0:12 gegen Borussia Mönchengladbach miterlebte. Da er jedoch ab der Saison 1981/82 unter dem neuen Trainer Branko Zebec und darauf unter Karl-Heinz Feldkamp immer seltener zum Einsatz kam, wechselte er 1983 zu Rot-Weiss Essen in die zweite Liga, wo er auf seinen ehemaligen Dortmunder Trainer Rolf Bock traf. Hier beendete er während der Hinserie der Saison 1983/84 – die mit dem Abstieg der Essener endete – seine Karriere.